# Championnats du monde de patinage artistique 1985
Navigation
Mondiaux 1984 Mondiaux 1986
Les championnats du monde de patinage artistique 1985 ont lieu du 3 au 10 mars 1985 au gymnase olympique de Yoyogi à Tokyo au Japon.
C'est la deuxième fois que le Japon organise les championnats du monde de patinage artistique après l'édition de 1977.

## Qualifications
Les patineurs sont éligibles à l'épreuve s'ils représentent une nation membre de l'Union internationale de patinage (International Skating Union en anglais). Les fédérations nationales sélectionnent leurs patineurs en fonction de leurs propres critères.
Sur la base des résultats des championnats du monde 1984, l'Union internationale de patinage autorise chaque pays à avoir de une à trois inscriptions par discipline. 

## Podiums
| Épreuves                            | Or                                    | Argent                               | Bronze                            |
| ----------------------------------- | ------------------------------------- | ------------------------------------ | --------------------------------- |
| Messieurs résultats détaillés       | Alexandre Fadeïev                     | Brian Orser                          | Brian Boitano                     |
| Dames résultats détaillés           | Katarina Witt                         | Kira Ivanova                         | Tiffany Chin                      |
| Couples résultats détaillés         | Ielena Valova / Oleg Vassiliev        | Larisa Seleznyova / Oleg Makarov     | Katherina Matousek / Lloyd Eisler |
| Danse sur glace résultats détaillés | Natalia Bestemianova / Andreï Boukine | Marina Klimova / Sergueï Ponomarenko | Judy Blumberg / Michael Seibert   |

## Tableau des médailles
| Rang  | Nation             | Or | Argent | Bronze | Total |
| ----- | ------------------ | -- | ------ | ------ | ----- |
| 1     | Union soviétique   | 3  | 3      | 0      | 6     |
| 2     | Allemagne de l'Est | 1  | 0      | 0      | 1     |
| 3     | Canada             | 0  | 1      | 1      | 2     |
| 4     | États-Unis         | 0  | 0      | 3      | 3     |
| Total | Total              | 4  | 4      | 4      | 12    |

## Détails des compétitions
Pour la saison 1984/1985, les calculs des points se font selon la méthode suivante :
- chez les Messieurs et les Dames (0.6 point par place pour les figures imposées, 0.4 point par place pour le programme court, 1 point par place pour le programme libre)
- chez les couples artistiques (0.4 point par place pour le programme court, 1 point par place pour le programme libre)
- en danse sur glace (0.6 point par place pour les trois danses imposées, 0.4 point par place pour la danse originale, 1 point par place pour la danse libre)

### Messieurs
| Rang                                        | Nom                   | Nation                | Points | Fig. impo. | Prog. court | Prog. libre |
| ------------------------------------------- | --------------------- | --------------------- | ------ | ---------- | ----------- | ----------- |
| 1                                           | Alexandre Fadeïev     | Union soviétique      | 2.0    | 1          | 1           | 1           |
| 2                                           | Brian Orser           | Canada                | 5.2    | 4          | 2           | 2           |
| 3                                           | Brian Boitano         | États-Unis            | 7.6    | 5          | 4           | 3           |
| 4                                           | Jozef Sabovčík        | Tchécoslovaquie       | 8.4    | 2          | 3           | 6           |
| 5                                           | Vladimir Kotin        | Union soviétique      | 9.6    | 6          | 5           | 4           |
| 6                                           | Heiko Fischer         | Allemagne de l'Ouest  | 13.0   | 8          | 8           | 5           |
| 7                                           | Grzegorz Filipowski   | Pologne               | 13.6   | 7          | 6           | 7           |
| 8                                           | Mark Cockerell        | États-Unis            | 20.4   | 16         | 7           | 8           |
| 9                                           | Viktor Petrenko       | Union soviétique      | 21.4   | 12         | 13          | 9           |
| 10                                          | Neil Paterson         | Canada                | 24.8   | 15         | 12          | 11          |
| 11                                          | Richard Zander        | Allemagne de l'Ouest  | 25.0   | 11         | 11          | 14          |
| 12                                          | Falko Kirsten         | Allemagne de l'Est    | 25.4   | 19         | 10          | 10          |
| 13                                          | Petr Barna            | Tchécoslovaquie       | 26.4   | 18         | 9           | 12          |
| 14                                          | Masaru Ogawa          | Japon                 | 27.0   | 14         | 14          | 13          |
| 15                                          | Fernand Fédronic      | France                | 27.0   | 3          | 18          | 18          |
| 16                                          | Lars Åkesson          | Suède                 | 28.4   | 9          | 15          | 17          |
| 17                                          | Gordon Forbes         | Canada                | 30.2   | 13         | 16          | 16          |
| 18                                          | Cameron Medhurst      | Australie             | 32.0   | 17         | 17          | 15          |
| 19                                          | Oliver Höner          | Suisse                | 33.8   | 10         | 22          | 19          |
| 20                                          | Alessandro Riccitelli | Italie                | 40.4   | 20         | 21          | 20          |
| Patineurs éliminés après le programme court |                       |                       |        |            |             |             |
| 21                                          | Stephen Pickavance    | Royaume-Uni           |        | 23         | 20          | NC          |
| 22                                          | Oula Jääskeläinen     | Finlande              |        | 21         | 19          | NC          |
| 23                                          | Xu Zhaoxiao           | Chine                 |        | 24         | 23          | NC          |
| 24                                          | Lars Dresler          | Danemark              |        | 22         | 24          | NC          |
| 25                                          | Cho Jae-hyung         | Corée du Sud          |        | 25         | 25          | NC          |
| 26                                          | Fernando Soria        | Espagne               |        | 26         | 26          | NC          |
| 27                                          | Cheukfai Lai          | Hong Kong britannique |        | 27         | 27          | NC          |

### Dames
| Rang                                          | Nom              | Nation                | Points | Fig. impo. | Prog. court | Prog. libre |
| --------------------------------------------- | ---------------- | --------------------- | ------ | ---------- | ----------- | ----------- |
| 1                                             | Katarina Witt    | Allemagne de l'Est    | 3.2    | 3          | 1           | 1           |
| 2                                             | Kira Ivanova     | Union soviétique      | 3.8    | 1          | 3           | 2           |
| 3                                             | Tiffany Chin     | États-Unis            | 5.0    | 2          | 2           | 3           |
| 4                                             | Anna Kondrashova | Union soviétique      | 9.0    | 4          | 4           | 5           |
| 5                                             | Debi Thomas      | États-Unis            | 10.2   | 7          | 5           | 4           |
| 6                                             | Claudia Leistner | Allemagne de l'Ouest  | 13.4   | 5          | 11          | 6           |
| 7                                             | Natalia Lebedeva | Union soviétique      | 15.6   | 8          | 7           | 8           |
| 8                                             | Agnès Gosselin   | France                | 20.6   | 9          | 13          | 10          |
| 9                                             | Elizabeth Manley | Canada                | 22.0   | 10         | 10          | 12          |
| 10                                            | Cynthia Coull    | Canada                | 23.0   | 18         | 8           | 9           |
| 11                                            | Constanze Gensel | Allemagne de l'Est    | 23.2   | 21         | 9           | 7           |
| 12                                            | Patricia Neske   | Allemagne de l'Ouest  | 24.4   | 11         | 17          | 11          |
| 13                                            | Susan Jackson    | Royaume-Uni           | 26.2   | 14         | 12          | 13          |
| 14                                            | Simone Koch      | Allemagne de l'Est    | 27.6   | 17         | 6           | 15          |
| 15                                            | Elise Ahonen     | Finlande              | 31.0   | 13         | 18          | 16          |
| 16                                            | Claudia Villiger | Suisse                | 31.2   | 12         | 15          | 18          |
| 17                                            | Sandra Cariboni  | Suisse                | 31.2   | 6          | 19          | 20          |
| 18                                            | Masako Kato      | Japon                 | 33.0   | 14         | 14          | 19          |
| 19                                            | Lotta Falkenback | Suède                 | 34.2   | 19         | 22          | 14          |
| 20                                            | Tamara Téglássy  | Hongrie               | 34.6   | 16         | 20          | 17          |
| Patineuses éliminées après le programme court |                  |                       |        |            |             |             |
| 21                                            | Lim Hye-kyung    | Corée du Sud          |        | 23         | 16          | NC          |
| 22                                            | Amanda James     | Australie             |        | 20         | 24          | NC          |
| 23                                            | Jiang Yibing     | Chine                 |        | 24         | 21          | NC          |
| 24                                            | Petya Gavazova   | Bulgarie              |        | 25         | 23          | NC          |
| 25                                            | Marta Olozagarre | Espagne               |        | 22         | 25          | NC          |
| 26                                            | Shukching Ngai   | Hong Kong britannique |        | 26         | 26          | NC          |
| Forfait                                       | Midori Ito       | Japon                 |        |            |             | NC          |
| Forfait                                       | Katrien Pauwels  | Belgique              |        |            |             | NC          |

### Couples
| Rang | Nom                                | Nation                | Points | Prog. court | Prog. libre |
| ---- | ---------------------------------- | --------------------- | ------ | ----------- | ----------- |
| 1    | Ielena Valova / Oleg Vassiliev     | Union soviétique      | 1.8    | 2           | 1           |
| 2    | Larisa Seleznyova / Oleg Makarov   | Union soviétique      | 2.4    | 1           | 2           |
| 3    | Katherina Matousek / Lloyd Eisler  | Canada                | 4.2    | 3           | 3           |
| 4    | Jill Watson / Peter Oppegard       | États-Unis            | 6.4    | 6           | 4           |
| 5    | Melinda Kunhegyi / Lyndon Johnston | Canada                | 7.8    | 7           | 5           |
| 6    | Veronika Pershina / Marat Akbarov  | Union soviétique      | 8.0    | 5           | 6           |
| 7    | Cynthia Coull / Mark Rowsom        | Canada                | 8.6    | 4           | 7           |
| 8    | Manuela Landgraf / Ingo Steuer     | Allemagne de l'Est    | 11.2   | 8           | 8           |
| 9    | Natalie Seybold / Wayne Seybold    | États-Unis            | 12.6   | 9           | 9           |
| 10   | Claudia Massari / Daniel Caprano   | Allemagne de l'Ouest  | 14.0   | 10          | 10          |
| 11   | Danielle Carr / Stephen Carr       | Australie             | 16.4   | 12          | 11          |
| 12   | Jun Fan / Jihong Sun               | Chine                 | 16.4   | 11          | 12          |
| 13   | Shukling Ngai / Kwokyung Mak       | Hong Kong britannique | 18.2   | 13          | 13          |

### Danse sur glace
| Rang | Nom                                   | Nation               | Points | Danses imposées | Danse originale | Danse libre |
| ---- | ------------------------------------- | -------------------- | ------ | --------------- | --------------- | ----------- |
| 1    | Natalia Bestemianova / Andreï Boukine | Union soviétique     | 2.0    | 1               | 1               | 1           |
| 2    | Marina Klimova / Sergueï Ponomarenko  | Union soviétique     | 4.0    | 2               | 2               | 2           |
| 3    | Judy Blumberg / Michael Seibert       | États-Unis           | 6.0    | 3               | 3               | 3           |
| 4    | Tracy Wilson / Robert McCall          | Canada               | 8.0    | 4               | 4               | 4           |
| 5    | Petra Born / Rainer Schönborn         | Allemagne de l'Ouest | 10.0   | 5               | 5               | 5           |
| 6    | Karen Barber / Nicholas Slater        | Royaume-Uni          | 12.0   | 6               | 6               | 6           |
| 7    | Natalia Annenko / Genrikh Sretenski   | Union soviétique     | 14.0   | 7               | 7               | 7           |
| 8    | Isabella Micheli / Roberto Pelizzola  | Italie               | 16.4   | 8               | 9               | 8           |
| 9    | Kathrin Beck / Christoff Beck         | Autriche             | 17.6   | 9               | 8               | 9           |
| 10   | Karyn Garossino / Rod Garossino       | Canada               | 20.0   | 10              | 10              | 10          |
| 11   | Renée Roca / Donald Adair             | États-Unis           | 22.0   | 11              | 11              | 11          |
| 12   | Suzanne Semanick / Scott Gregory      | États-Unis           | 24.0   | 12              | 12              | 12          |
| 13   | Noriko Sato / Tadayuki Takahashi      | Japon                | 26.0   | 13              | 13              | 13          |
| 14   | Klára Engi / Attila Tóth              | Hongrie              | 28.0   | 14              | 14              | 14          |
| 15   | Sharon Jones / Paul Askham            | Royaume-Uni          | 31.0   | 16              | 16              | 15          |
| 16   | Antonia Becherer / Ferdinand Becherer | Allemagne de l'Ouest | 31.0   | 15              | 15              | 16          |
| 17   | Martine Olivier / Philippe Boissier   | France               | 34.0   | 17              | 17              | 17          |
| 18   | Liu Luyang / Zhao Xiaolei             | Chine                | 37.0   | 19              | 19              | 18          |
| 19   | Liane Telling / Michael Fisher        | Australie            | 37.0   | 18              | 18              | 19          |